# .lv
‎.lv‏ دامنه اینترنتی اختصاص داده شده به کشور لاتویا است.